# Les Maîtres du suspense
 (décembre 2021).
Pour plus de détails, voir Fiche technique et Distribution.
Les Maîtres du suspense est un film québécois réalisé par Stéphane Lapointe sorti en 2014 et mettant en vedette Michel Côté, Antoine Bertrand et Robin Aubert.

## Synopsis
Hubert Wolfe, auteur de romans policiers à succès, a recours depuis plusieurs années aux services de Dany Cabana, en tant que nègre ou écrivain fantôme. Lorsque ce dernier vient à manquer d'inspiration à son tour, il engage Quentin Wilson, l'éducateur de garderie de son fils, comme deuxième écrivain fantôme. Le prochain livre de Wolfe Paradise Zombie est annoncé et attendu impatiemment par son éditeur, mais l'affaire se corse quand Quentin, jusque-là inhibé et infantilisé par sa mère, doit écrire une scène de sexe. Puisqu'il manque d'expérience, Dany lui tend un piège sexuel avec une prostituée complice, le résultat ne va pas arranger les choses.

## Fiche technique
Source : IMDb et Films du Québec
- Titre original : Les Maîtres du suspense
- Réalisation : Stéphane Lapointe
- Scénario : Stéphane Lapointe
- Musique : Team Ghost (Benoit de Villeneuve)
- Direction artistique : David Pelletier
- Costumes : Carmen Alie
- Maquillage : Djina Caron
- Coiffure : Christel Piazzolla
- Photographie : Jean-François Lord
- Son : Simon Poudrette, Martin Pinsonnault, Luc Boudrias
- Montage : Nathalie Lysight
- Production : Pierre Even et Marie-Claude Poulin
- Société de production : Item 7
- Sociétés de distribution :  Les Films Séville
- Budget : 6 millions $ CA
- Pays de production :  Canada
- Tournage : Montréal en octobre 2013 et Louisiane du 6 au 18 décembre 2013
- Langue originale : français
- Format : couleur
- Genre : comédie
- Durée : 101 minutes
- Dates de sortie :
  - Canada : 15 décembre 2014 (première au cinéma Impérial de Montréal)[2],[3],[4]
  - Canada : 17 décembre 2014 (sortie en salle au Québec)
  - Canada : 7 avril 2015 (DVD et Blu-ray)
- Classification :
  - Québec : Visa général (Déconseillé aux jeunes enfants)[5]

## Distribution
- Michel Côté : Hubert Wolfe
- Robin Aubert : Dany Cabana
- Antoine Bertrand : Quentin Wilson
- Maria de Medeiros : Maria Ferreira / Scarlett
- Anna Hopkins : Alyssa Leaureau
- Anne Casabonne : Béatrice Cabana
- Paul Savoie : Charles, éditeur
- Denise Gagnon : mère de Quentin
- Kwasi Songui (en) : capitaine Izard
- Guy Sprung (en) : Leslie Leaureau
- Angelo Cadet : reporter télé
- Evelyne de la Chenelière : animatrice culturelle
- Marie Bernier : journaliste reportage
- Sébastien Gauthier : Potvin
- Carol Sutton : la mambo